# Wald an der Alz
Wald an der Alz (amtlich: Wald a.d.Alz) ist ein Gemeindeteil der Gemeinde Garching an der Alz im oberbayerischen Landkreis Altötting. Bis 1978 bildete es eine selbstständige Gemeinde.

## Lage
Das Pfarrdorf Wald an der Alz liegt etwa einen Kilometer südöstlich von Garching am gegenüberliegenden Ufer der Alz.

## Geschichte
Wald wurde urkundlich 927 erstmals erwähnt. Der erste gesicherte Ahnherr der Herren von Wald ist Adelprht de Silva, der 1139 in einer Urkunde des Salzburger Domkapitels zusammen mit seinem Bruder Luitpold und seinem gleichnamigen Sohn genannt wird. Das Gericht Wald wird erstmals in einer Urkunde des Klosters Raitenhaslach vom 17. März 1283 erwähnt, in der die Gebrüder Kuno und Otto von Wald dem Abt von Raitenhaslach geloben, Burg und Gericht Wald nicht zu veräußern. Das Gericht wurde später immer wieder verpfändet.
Kurz nach der Wende zum 16. Jahrhundert gelangte die Herrschaft Wald an das Geschlecht derer von Laitter, das 1598 erlosch. 1602 begann hier die Ära der Grafen von Wartenberg, die bis zu ihrem Erlöschen 1736 Schloss und Herrschaft Wald besaßen. Nun wurde Wald der kurbayerischen Verwaltung einverleibt und von Administratoren geleitet. Das Herrschaftsgericht Wald wurde ein herzogliches Pflegegericht, das 1806 aufgehoben und dem königlichen Landgericht Burghausen zugeteilt wurde. Das Schloss und das kurfürstliche Bräuhaus mit Grundbesitz erwarb 1806 bei einer Versteigerung der Brauerbesitzer Rechl aus Neuötting.
1831 entstand im unteren Dorf die erste Schule, der 1879 eine größere folgte. Das jetzige Schulhaus wurde 1963 eingeweiht. Im Zuge der von der Bayerischen Staatsregierung verordneten Gebietsreform in Bayern entschlossen sich die Walder Gemeinderäte schließlich, der am 1. Mai 1978 vollzogenen Eingemeindung in die Gemeinde Garching an der Alz zuzustimmen. Der Walder Kindergarten konnte 1993 fertiggestellt werden. 1997 wurde der Dorfplatz im Zentrum mit Pavillon, Brunnen, Gedenkstein und Ruhebänken neu gestaltet. Die Einwohnerzahl von Wald an der Alz betrug 2014 etwa 1900.

## Sehenswürdigkeiten
- Schloss Wald an der Alz besteht heute aus zwei barocken Flügelbauten, die auf mittelalterlicher Grundlage im 19. und 20. Jahrhundert ausgebaut wurden.
- Schlosskapelle St. Erasmus. Die Kapelle von 1479 wurde 1680/1681 barock ausgebaut und 1837 mit einem klassizistischen rechtwinkligen Anbau versehen. Sie ist heute Pfarrkirche der 1909 errichteten Pfarrei Wald an der Alz.

## Bildung und Erziehung
- Schulhaus Wald a. d. Alz. Es ist Teil der Volksschule Garching.
- Katholischer Kindergarten St. Erasmus. Er wurde 1993 fertiggestellt.

## Vereine
- Bayerischer Bauernverband Garching-Wald
- Freiwillige Feuerwehr Wald
- Katholischer Frauenbund Wald
- Kirchenchor Wald
- Krieger- und Soldatenkameradschaft Wald
- Trachtenverein Wald GTEV d'Unterbergler
- TSV Wald a.d.Alz
- Wählergruppe „Frei ohne Partei“ Wald